# Eric-Heinrich Clößner
Eric-Heinrich Clößner (Gießen, 17 settembre 1888 – Costanza, 28 marzo 1976) è stato un generale tedesco della Wehrmacht durante la seconda guerra mondiale.

## Biografia
Clößner entrò nell'esercito imperiale tedesco il 14 marzo del 1907 quando venne assegnato come sottotenente al 160º reggimento di fanteria. Dal 1º ottobre 1911, venne impiegato come aiutante e ufficiale del 2º battaglione. Con lo scoppio della prima guerra mondiale e la mobilitazione, col suo reggimento venne schierato sul fronte occidentale dove venne ferito il 10 settembre 1914; ricoverato in ospedale, venne promosso al grado di tenente il 18 dicembre 1914 e, dopo la sua guarigione, il 25 aprile 1915, fu assegnato al battaglione sostitutivo del suo reggimento. Clößner venne quindi trasferito nello staff della 15ª divisione di fanteria dal 5 febbraio 1916 come secondo aiutante della 29ª brigata di riserva ed il 30 giugno 1916 come ufficiale d'ordinanza. Promosso capitano dal 5 ottobre 1916, Clößner fu trasferito il 1º novembre 1916 come ufficiale d'ordinanza, rimanendo tale sino al 12 maggio 1917 quando venne chiamato ad entrare nello staff generale della 25ª divisione di fanteria e poi del XVIII corpo di riserva. Venne trasferito allo stato maggiore dell'esercito tedesco dal 28 marzo 1918.
Nel periodo tra le due guerre, Clößner prestò servizio nel Wehrkreiskommando II e poi nello staff della 2ª divisione di fanteria prima di passare al 5º reggimento di fanteria nel 1924 come comandante di una compagnia. Dopo una serie di trasferimenti ed incarichi, venne promosso tenente colonnello nell'aprile del 1932. Dopo aver prestato servizio come comandante a Neustettin per un anno, venne nominato comandante del 14º reggimento di fanteria nel 1934 e promosso colonnello dal 1º giugno 1934. Dopo l'Anschluss dell'Austria, divenne nel 1938 ispettore per le reclute di Innsbruck.
Dopo la sua promozione al tenente generale, Clößner venne nominato comandante della 25ª divisione di fanteria dal 15 ottobre 1939, divisione che guidò poi nella campagna per la conquista della Polonia e poi nell'Operazione Barbarossa. Il 25 gennaio 1942 venne assegnato al LIII. Armee Korps e dopo la sua promozione al generale di fanteria nel marzo 1942. Dall'aprile del 1943, rappresentò il colonnello Rudolf Schmidt della II. Panzer Armee, il quale era stato accusato davanti alla corte marziale ma era stato impossibilitato a prendere parte al processo che lo riguardava; dopo tale atto prese parte con valore alla battaglia di Kursk dell'agosto del 1943 per poi venire posto in riserva. Nell'ottobre del 1943 venne nominato comandante generale del IX. Armee Korps per poi tornare in riserva dal dicembre di quello stesso anno. All'inizio del 1944 venne promosso generale di corpo d'armata. Da giugno a dicembre del 1944, ricoprì il ruolo di capo di stato maggiore speciale nell'alto comando dell'esercito tedesco. Il 1º gennaio 1945 venne trasferito al ministero della propaganda con incarichi d'ufficio.
Terminato il secondo conflitto mondiale, venne catturato dagli Alleati e rilasciato nel 1947.